# Ingrun Fußenegger

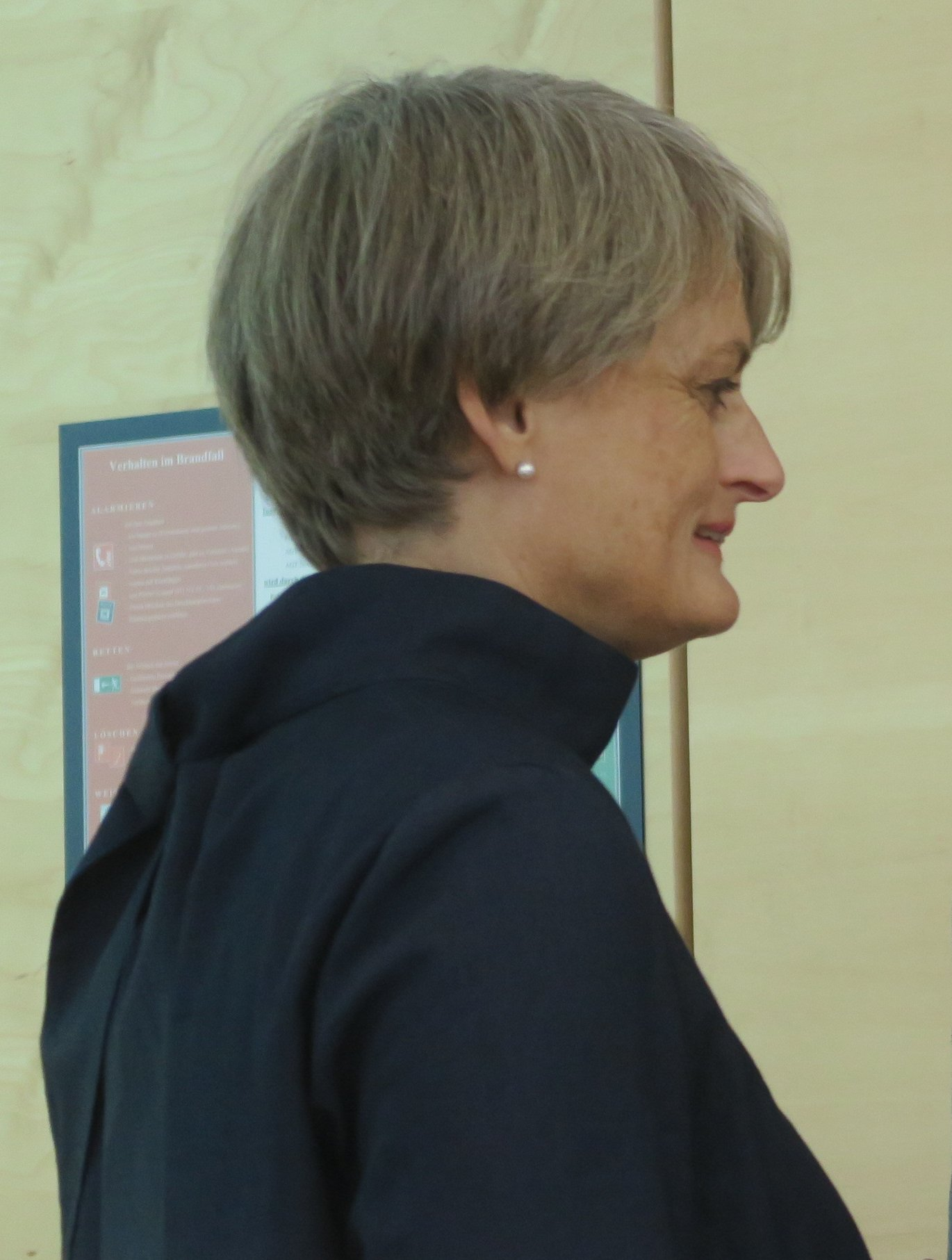
Ingrun Fußenegger, Wien, Oktober 2018

Ingrun Fußenegger (* 1963 in Feldkirch) ist eine österreichische Chorleiterin und Dirigentin.

## Leben
Ingrun Fußenegger erhielt ihre erste musikalische Ausbildung in ihrer Geburtsstadt, ehe sie an der Universität für Musik und darstellende Kunst Wien ihre Studien in Kirchenmusik, Orgel und Orchesterdirigieren absolvierte, wobei u. a. Erwin Ortner und Peter Planyavsky zu ihren Lehrern zählten.
Nach ihrer Graduierung zur Magistra artium betrieb sie nicht nur weiterführende Auslandsstudien bei Eric Ericson, Ton Koopman und Philippe Herreweghe, sondern absolvierte auch die Dozentenausbildung für Gregorianischen Choral bei Godehard Joppich, Luigi Agustoni, Rupert Fischer und Johannes Berchmans Göschl in Essen.
Von 1985 bis 1999 unterrichtete sie am Diözesankonservatorium für Kirchenmusik der Erzdiözese Wien. Zudem wirkt sie als Gesangssolistin beim Klangforum Wien seit 1996.
Von 1998 bis 2001 war sie als Domkapellmeisterin am Dom St. Nikolaus in Feldkirch und Kirchenmusikreferentin der Diözese Feldkirch tätig.
2004 habilitiert, lehrt sie seither als Professorin für Chorleitung und Ensembleleitung an der Universität für Musik und darstellende Kunst Wien. Sie ist Mitglied des 2005 gegründeten Vokalensembles Ensemble Arcantus, außerdem ist sie als Kurs- und Workshopleiterin für Chor- und Ensembleleitung, Gregorianik und Kinderchor tätig.

## Auszeichnungen
- Erwin-Ortner-Preis 1990